# När natten vänder
När natten vänder är ett album från 1987 med Ted Ström, som också skrev all text och musik.
Inspelningen och mixningen skedde oktober 1986 till juni 1987 i Atlantis studio, Stockholm. Inspelningen producerades av Janne Ferm och arrangerades av Thomas Almqvist. Tekniker var Janne Hansson. Skivnumret är Frituna FRLP-229.
Thorsten Flinck gav på sitt album "En dans på knivens egg" (2012) ut coverversioner av Mot södra korset och Sidböle härad.

## Låtlista
Sid 1:
1. Julinatt
2. Ett längtans folk
3. Arvet
4. Giftet
5. Sommarnattens leende

Sida 2:
1. Mot södra korset
2. Sång om ett mirakel
3. Vi är öar
4. Sidböle härad
5. Höst

## Medverkande musiker
- Thomas Almqvist, klaviatur, gitarr
- Maria Blom, kör
- Stefan Blomquist, klaviatur
- Marianne Flynner, kör
- Eva Hillered, kör
- Erik Häusler, saxofon
- Bengt Lindgren, bas
- Magnus Persson, trummor
- Ulf Sandquist, trummor
- Eva Sonesson, kör
- Ted Ström, klaviatur
- Anders Åström, bas